# Barber-myntning

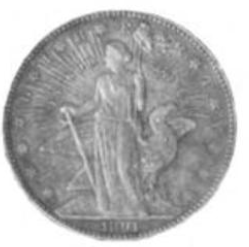
Barbers första motiv på half dollar-myntet.

Barber-myntningen var en myntning av amerikanska dimes, quarters och half dollar som skedde mellan 1892 och 1916. 

## Bakgrund

### Charles Barber
Charles E. Barber föddes i London år 1840. Hans farfar, John Barber, ledde familjen till USA i början av 1850-talet. Både John och hans son William var myntgraverare och Charles följde i deras fotspår. I början bodde familjen i Boston, men efter en tid flyttade de till Providence för att möjliggöra för William att arbeta för Gorham Company. Dennes förmågor på graveringsområdet upptäcktes av James B. Longacre, som anställde honom som assistent år 1865; 